# دهانه ذوالفقار
دهانه ذوالفقار سرزمینی در کنارهٔ هریرود در پایین‌دست خط‌الرأس کلات کایا (به انگلیسی: KHREBET KELET KAYA) و گذرگاهی در میانهٔ دو رشتهٔ صخره‌ای موازی است که در این دره رودخانه‌ای فصلی جاری است. این دهانه مرز مشترک ایران، افغانستان و ترکمنستان است و پس از آن هریرود، رودخانهٔ تجن نامیده می‌شود. مسیل کال چشمه شور در خاک ایران و پایین دست این نقطهٔ سه‌گانهٔ مرزی در دهستان جنت‌آباد از بخش صالح‌آباد شهرستان تربت جام قرار دارد.